# Away (film 2019)
Away (Projām) è un film d'animazione del 2019 montato, animato, musicato, fotografato, prodotto, scritto e diretto da Gints Zilbalodis.

## Trama
Dopo un disastro aereo, un ragazzino si risveglia sospeso su un paracadute appeso a un albero, nel bel mezzo di un paesaggio selvaggio. Scopre quindi una terra sconosciuta ed esotica, ma viene inseguito da un inquietante umanoide gigante. Accompagnato da un uccellino giallo, parte alla ricerca di una via di casa.

## Distribuzione
La première mondiale del film ha avuto luogo il 4 giugno 2019 presso l'Animafest Zagreb.
In Lettonia, il film è uscito il 15 novembre 2019.
In Italia, il film è stato distribuito dalla Draka Distribution il 27 febbraio 2025 in occasione delle candidature di Flow - Un mondo da salvare (seguente film del regista) ai Premi Oscar 2025.

## Riconoscimenti (parziale)
- 2019 – Festival internazionale del film d'animazione di Annecy
  - Contrechamp Award
- 2019 – Lielais Kristaps
  - Best Animated Feature Film
- 2019 – Festival Européen du Film Fantastique de Strasbourg
  - Cigogne d'Or du Meilleur Film d'Animation (ex aequo con J'ai perdu mon corps di Jérémy Clapin)